# وینچستر (ماساچوست)
وینچستر (به انگلیسی: Winchester) شهرکی در شهرستان میدلسکس ایالت ماساچوست می‌باشد که در سال ۱۸۵۰ بنیان‌گذاری شده‌است. این شهرک در سرشماری سال ۲۰۱۰ میلادی، ۲۱٬۳۷۴ نفر جمعیت داشته‌است.